# Twiste
Twiste je řeka v Německu. Je to největší pravostranný přítok řeky Diemel. Protéká spolkovými zeměmi Hesensko a Severní Porýní-Vestfálsko. Délka toku je
40,8 km. Plocha povodí měří 448 km².

## Průběh toku

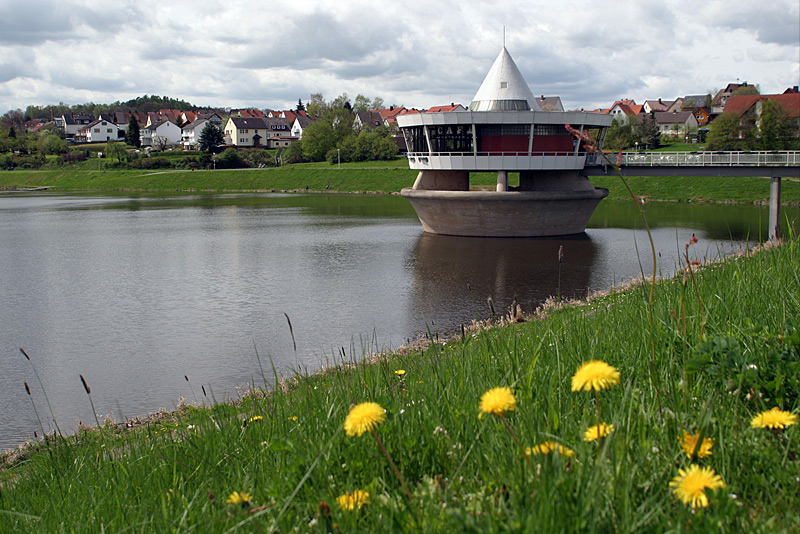
vodní nádrž Twistesee u Bad Arolsen

Řeka Twiste pramení severně od města Korbach, v nadmořské výšce okolo 500 m,
na severu Hesenska. Teče převážně severním až severovýchodním směrem. Protéká obcemi Berndorf a Volkmarsen. Mezi těmito obcemi, nedaleko města Bad Arolsen, vzdouvá její vody v délce 2,8 km vodní nádrž Twistesee. Ústí u města Warburg do řeky Diemel, v nadmořské výšce okolo 160 m, na území spolkové země Severní Porýní-Vestfálsko.

### Větší přítoky
- levé -
- pravé - Watter, Erpe

## Vodní režim
Průměrný průtok u města Warburg (místní část Welda) na říčním kilometru 4,6 je 2,8 m³/s. Stoletá voda je
zde 120 m³/s.